# چنسو تابون
چنسو تابون (انگلیسی: Ċensu Tabone؛ ۳۰ مارس ۱۹۱۳ – ۱۴ مارس ۲۰۱۲) یک چشم‌پزشک و سیاست‌مدار اهل مالت بود. وی از آوریل ۱۹۸۹ تا آوریل ۱۹۹۴ رئیس‌جمهور این کشور بود.
چنسو تابون در ۱۴ مارس ۲۰۱۲ در سن ۹۸ سالگی درگذشت.